# Karate Kid III
Karate Kid III (ang. The Karate Kid Part III) – amerykański film obyczajowy z 1989 roku w reżyserii Johna G. Avildsena, będący trzecią częścią serii filmów Karate Kid.
Film został negatywnie przyjęty przez krytyków. Serwis Rotten Tomatoes przyznał mu wynik 15%.

## Obsada
- Ralph Macchio – Daniel LaRusso
- Pat Morita – Kesuke Miyagi
- Sean Kanan – Mike Barnes
- Thomas Ian Griffith – Terry Silver
- Martin Kove – John Kreese
- Robyn Lively – Jessica Andrews
- Jonathan Avildsen – Snake
- Christopher Paul Ford – Dennis
- Randee Heller – Lucille LaRusso
- Pat E. Johnson – sędzia
- inni

## Fabuła
Amerykański nastolatek o przydomku Karate Kid, Daniel LaRusso (Ralph Macchio), wraca z Okinawy. Pewnego dnia zostaje zmuszony przez niejakiego Mike’a Barnesa (Sean Kanan) i jego przyjaciół, Snake’a (Jonathan Avildsen) i Dennisa (Christopher Paul Ford), do wzięcia udziału w zawodach, na co nie zgadza się jego nauczyciel, Kesuke Miyagi (Pat Morita). Nastolatek przyjmuje więc propozycję treningów w konkurencyjnej szkole, prowadzonej przez Terry’ego Silvera (Thomas Ian Griffith), który jednak ma wobec niego ukryte zamiary.

## Nagrody i nominacje

### Złota Malina 1989
- Najgorszy film – Jerry Weintraub (nominacja)
- Najgorsza reżyseria – John G. Avildsen (nominacja)
- Najgorszy scenariusz – Robert Mark Kamen (nominacja)
- Najgorszy aktor – Ralph Macchio (nominacja)
- Najgorszy aktor drugoplanowy – Pat Morita (nominacja)